# Xanthodesma
Xanthodesma är ett släkte av fjärilar. Xanthodesma ingår i familjen nattflyn.
Kladogram enligt Catalogue of Life:
| Xanthodesma | \| \| Xanthodesma aurantiaca \| \| \| \| \| \| Xanthodesma aurata \| \| \| \| \| \| Xanthodesma rectangulata \| \| \| \| |
|             | \| \| Xanthodesma aurantiaca \| \| \| \| \| \| Xanthodesma aurata \| \| \| \| \| \| Xanthodesma rectangulata \| \| \| \| |
|             | Xanthodesma aurantiaca                                                                                                   |
|             | |
|             | Xanthodesma aurata |
|             | |
|             | Xanthodesma rectangulata                                                                                                 |
|             | |